# Aul (villaggio)

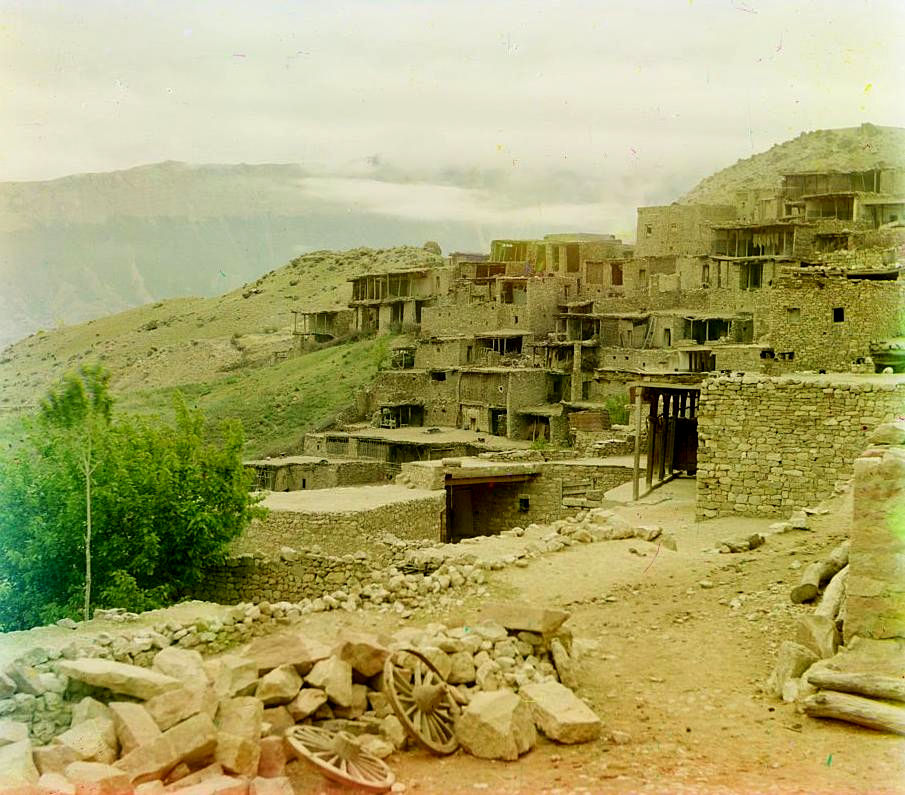
Gunib, aul natio di Shamil, nel Dagestan, fotografato da Prokudin-Gorsky verosimilmente tra il 1905 e il 1915.

Un aul (in ceceno oil, in turco awıl) è un tipo di villaggio fortificato che si può trovare dovunque tra le montagne del Caucaso, specialmente nel Dagestan. Gli aul di Svanetia (nella Repubblica di Georgia), con le loro caratteristiche torri medievali, sono stati riconosciuti come patrimonio dell'umanità. Simili torri possono essere trovate altrove nel Caucaso, specificamente nell'Inguscezia.
Gli aul sono generalmente costruiti con pietre, su creste o a ridosso di falesie in modo da fornire protezione contro attacchi a sorpresa. Le case sono di solito a due piani e scaglionate per impedire virtualmente ai nemici di prenderle da qualsiasi parte dalla strada. Gli abitati sono di solito esposte a mezzogiorno per poter usufruire della luce solare in inverno ed essere riparate dai venti settentrionali. Spesso, non sono situate nelle vicinanze di buoni terreni agricoli o sorgenti d'acqua, così si rende necessario trasportare l'acqua nell'insediamento.
Nel XIX secolo, poiché l'Impero russo combatteva per la conquista del Caucaso, gli aul rappresentavano formidabili difese che potevano in massima parte essere presi soltanto d'assalto.